# Università statale della Cabardino-Balcaria "Ch. M. Berbekov"
L'Università statale della Cabardino-Balcaria "Ch. M. Berbekov" (in russo Кабардино-Балкарский государственный университет имени Х. М. Бербекова, КБГУ?, Kabardino-Balkarskij gosudarstvennyj universitet imeni Ch. M. Berbekova, KBGU) è un ente di istruzione accademica russo situato a Nal'čik intitolata a Chatuta Mutovič Berbekov.

## Struttura
- Scuola superiore di istruzione internazionale
- Istituto di architettura, costruzione e design
- Istituto socio-umanistico
- Istituto di pedagogia, psicologia ed educazione fisica
- Istituto di informatica, elettronica e robotica
- Istituto di legge, economia e finanza
- Istituto di fisica e matematica
- Istituto di chimica e biologia
- Istituto di studi avanzati e riqualificazione professionale
- Istituto di stomatologia e chirurgia maxillo-facciale